# Manfredonia
Manfredonia (nápolyiul Mambredònie) város (közigazgatásilag comune) Olaszország Puglia régiójában, Foggia megyében.

## Fekvése
Az Adriai-tenger partján, a Gargano-hegységtől délre fekszik.

## Története
A mai Manfredonia területén először a daunusok telepedtek le és alapították meg városukat, Sipontumot. A város alapítója a homéroszi legendák szerint Diomédesz fia volt, Siponto. A daunusokat a görögök követték, őket pedig a szamniszok hódították meg.  I. e. 335-ben I. Alexandrosz, epiruszi király, Nagy Sándor fia foglalta el. I. e. 189-ben római kolónia lett. Jelentős települése volt a Luceria, Aecae, Arpi és Aequum Tuticum városain keresztülhaladó, Beneventumot a Via Appiával összekötő útnak.
A hagyomány szerint Siponto városa egyike volt az első itáliai püspökségeknek, amelyeket Péter apostol alapított. A város első ismert püspökét – Szent Félixet – azonban csak 465-ben szentelték fel.
663-ban szláv portyázó sereget pusztították el, a 9. században pedig a szaracénok.
1042-ben az Itáliába érkező normannok egyik székvárosa lett. 1052-ben Siponto lett az apuliai érsekség székvárosa.
1223-ban és 1255-ben erős földrengések pusztították el a várost. Manfréd, Szicília régense és királya parancsára a várost a mai Manfredonia területén építették újra (mintegy 3 kilométerrel távolabb a régi településtől).
Az 1256-1263 között felépült város a királyról kapta nevét. Miután az Anjou elfoglalták a szicíliai trónt a várost átnevezték Sypontum Novellumnak, de az új elnevezést nem sikerült meghonosítaniuk.
A várost 1528-ban francia csapatok ostromolták, sikertelenül, a spanyolokkal vívott háborúban a nápolyi trónért. 1620-ban a törökök elpusztították, csak kastélya és falai maradtak fenn.
A lassú újjáépítés a 19. században kapott lendületre, amikor kiépítették kereskedelmi kikötőjét és kibővítették a város infrastruktúráját.
Az első világháborúban (1915. május 24.) osztrák-magyar hadihajók bombázták a várost és kikötőjét.

## Magyar vonatkozások
Manfredonia I. Lajos magyar király első nápolyi hadjárata során, 1348 tavaszán került magyar kézre. A város védelmére a király Zárai Istvánt nevezte ki, aki azután is sikeresen tartotta a várost Tarantói Lajos ellen, miután a magyar király elhagyta a Nápolyi Királyságot és ott uralma teljesen összeomlott.
A nápolyi magyar uralom megszilárdítására Lajos Lackfi István erdélyi vajda vezetésével egy expedíciót küldött tengeri úton a Nápolyi Királyságba. A vajda vezette seregek 1348 késő őszén Manfredonia városában szálltak partra, ahonnan Foggia városa felé vonultak. Miután Lackfi belátta, hogy expedíciója nem hozott tartós sikereket, 1349 őszén Manfredoniában szállt hajóra Magyarország felé.
I. Lajos nápolyi uralmának újbóli helyreállítására 1350 tavaszán egy második hadjáratot vezetett Itáliába. Ezúttal tengeri úton szállította csapatait, és seregével 1350. május 1-jén szállt partra Manfredonia városában. A magyar király érkeztének hírére Teano és Barletta városa is megadta magát.

## Népessége
A lakosság számának alakulása:

## Főbb látnivalói
- a város erődítménye (Castello), amelyet a Stauffenek kezdtek el építeni, majd az Anjouk uralkodása idején fejezték.
- a 14. században épült San Domenico-templom
- az 1117-ben román stíluban épült katedrális